# Richard Schuil
Richard Schuil (* 2. Mai 1973 in Leeuwarden, Friesland, Niederlande) ist ein niederländischer Volleyball- und Beachvolleyballspieler.

## Karriere

### Hallenvolleyball
Richard Schuil startete seine Karriere in Leeuwarden. Der eigentliche Durchbruch gelang ihm bei Piet Zoomers Apeldoorn. Schuil war danach Spitzenspieler beim belgischen Verein Noliko Maaseik. Später wechselte er in die italienische „Serie A1“, wo er für Conad Ferrara, Lube Macerata, Prisma Volley Taranto, Pallavolo Padua, Teleunit Gioia del Colle und Daytona Modena spielte.
Richard Schuil wurde mit der niederländischen Nationalmannschaft 1996 Olympiasieger in Atlanta. 1997 wurde er Europameister. Danach nahm er noch zweimal an den Olympischen Spielen im Hallenvolleyball teil, 2000 in Sydney und 2004 in Athen. Insgesamt hatte er 380 Einsätze in der Nationalmannschaft.

### Beachvolleyball
Richard Schuil spielte von 2006 bis 2013 Beachvolleyball mit Reinder Nummerdor auf der FIVB World Tour und auf der CEV European Tour. Ihren ersten großen Erfolg hatte das Duo Nummerdor/Schuil 2007 mit dem Sieg beim FIVB-Turnier in Manama (Bahrain). Bei den Olympischen Spielen in Peking 2008 erreichten sie den fünften Platz. In den Jahren 2008 bis 2010 wurden sie dreimal in Folge Europameister. Ihren nächsten FIVB-Titel errangen die beiden Westeuropäer bei der letzten Veranstaltung 2011 in Agadir. Bei den Olympischen Spielen in London 2012 erreichten sie den vierten Platz.

## Privates
Richard Schuil heiratete am 6. Juni 2009 die niederländische Volleyballspielerin Elke Wijnhoven. Im März 2012 wurde ihre gemeinsame Tochter Lisa geboren.